# В лісі сьогодні не до сну (фільм, 2020)
В лісі сьогодні не до сну (пол. W lesie dziś nie zaśnie nikt) — польський фільм жахів режисера Бартоша Ковальського.

## Сюжет
Немолодий листоноша на велосипеді доставляє листи у віддалені будинки посеред лісу. Зупинившись біля одного з них, він чує дивні звуки, що лунають із льоху. Коли чоловік підходить до вікна, щось хапає його за ноги і забирає всередину дому.
Група підлітків-випускників, залежних від Інтернету та своїх гаджетів, відправлена своїми батьками до так званих «оффлайн-канікулів» до спеціалізованого літнього табору. Віддавши телефони вожатим, молоді люди проведуть літо у лісах Польщі, будучи відрізаними від цивілізації та технологій. Підлітків поділяють на групи та призначають кожній групі вожатого. До групи вожатої Ізабелли потрапляють п'ятеро осіб: тиха Зося, хлопець-атлет Даніель, легковажна блондинка Анеля, незграбний товстун-ютубер та прихований гей Бартек. Вони вирушають у похід із наметами вглиб лісу.
Дорогою молодь натикається на розірваний труп оленя, проте Ізабелла заспокоює їх, пояснивши все витівками браконьєрів. Увечері вони розбивають табір біля озера, і сидячи біля вогнища ближче знайомляться один з одним. Коли всі йдуть спати, Даніель спускається до озера, де усамітнюється з Анелею. Після сексу він лежить у своєму спальному мішку і зазнає нападу гігантського деформованого амбала: мутант хапає мішок і кількома ударами об дерево вбиває Даніеля. Наступного ранку, Іза, не виявивши одного зі своїх підопічних, вирішує вирушити на його пошуки. Виявивши на дереві кров, вона разом із Юликом та Зосею йде шукати Даніеля, тоді як Бартек та Анеля залишаються біля наметів. Трійця натикається на будинок у глушині і вирішує зайти всередину, щоб попросити допомоги. Виявивши у льоху тіло свого товариша Даніеля, вони чують, як у будинок повертається мутант. Ізабелла вирішує затримати його, поки Юлік і Зося не виберуться через вікно у льоху, але в результаті гине. Обезголовивши вожату, деформований маніяк кидає її голову під ноги Зосі та Юлику. Тим часом Бартек і Анеля, що сидять біля озера, зазнають нападу ще одного чудовиська — воно пробиває потилицю Анелі палицею. Бартеку вдається втекти.
Зося і Юлик дістаються іншого будинку, вони зустрічаються з його господарем, старим-смолокуром. Старий з рушницею розповідає їм, що напали на них: брати-близнюки, які багато років тому, будучи дітьми, грали в лісі і зазнали опромінення радіацією від невідомого об'єкта, (ймовірно метеорита) який впав з неба. Старий зізнається, що й сам стикався з близнюками, коли тридцять років тому був листоношею. Він також пропонує їм залишитися з ним і дочекатися допомоги, бо він має рушницю та їжу, але Зося вирішує самостійно викликати поліцію. Паралельно з цим Бартек добігає до костелу біля дороги і просить у священника, що там знаходиться, викликати поліцію.
Але священник б'є його і пов'язує, оскільки знає про орієнтацію Бартека. Вийшовши надвір, священник сам стає жертвою монстра, який запихає його в дробарку для дерева. Сам Бартек, звільнившись від мотузок, намагається сховатися у сповідальні, але один із близнюків його виявляє.
Зося та Юлик повертаються до будинку братів, щоб зателефонувати зі смартфона, який Даніель сховав, коли приїхав до табору. Їх план провалюється: Зося потрапляє в полон до мутантів, а Юлика важко ранить один із братів, встромивши ніж йому в живіт і відкусивши язик. Згодом Зосі доводиться добити його. Опинившись поряд зі смартфоном Даніеля, вона намагається викликати поліцію, але він розряджається. Звільнившись від ланцюгів за допомогою ножа, вона пробирається до кімнати одного з братів і вбиває його, поки він спить. Водночас старий, який чекав приходу близнюків, помилково вбиває Бартека , який постукав у двері колишнього листоноші.
Вибравшись із дому, Зося добігає до машини поліцейського, що чергує біля лісової дороги. Він везе її в місто, але дорогою врізається в мутанта. Вийшовши з машини, він підходить до тіла маніяка, але той оживає і розрубує його сокирою. Зосі вдається пересісти на сидіння водія і задавити вбивцю на смерть.
Наприкінці фільму показано, що пошкодження, які отримали близнюки, були несмертельними і вони, мабуть, продовжать вбивати.

## В ролях
| Актор               | Роль            |
| ------------------- | --------------- |
| Мирослав Зброєвич   | Листоноша       |
| Габріела Мускала    | Вожата Ізабелла |
| Юлія Венява         | Зося Вольська   |
| Себастьян Дела      | Данієль         |
| Вікторія Гонсєвська | Анеля           |
| Станіслав Цівка     | Бартек          |
| Міхал Лупа          | Юлик            |
| Олаф Любащенко      | Поліціянт       |